# 少女革命ウテナのサウンドトラック
『少女革命ウテナのサウンドトラック』（しょうじょかくめいウテナのサウンドトラック）では、スターチャイルドより発売された、アニメーション『少女革命ウテナ』のサウンドトラックシリーズについて記述する。

## 概要
全8タイトル。1997年7月24日から1999年8月14日にかけてリリースされた。

## 少女革命ウテナ 絶対進化革命前夜

### 概要
テレビアニメ『少女革命ウテナ』の1枚目のサウンドトラックで、収録されている全30曲のTVアニメ上半期BGMは光宗信吉が制作を担当。オープニングテーマ「輪舞-revolution」とエンディングテーマ「truth」のマキシ・バージョンが収録されて、挿入歌「絶対運命黙示録」・「天使創造すなわち光」も収録。
ジャケットイラストには、オープニングテーマの一つシーンを描いたウテナ、アンシー。

### 収録曲
1. 少女革命 overture [2:36]
2. 輪舞-revolution [2:36]
  - 作詞：奥井雅美、作曲・編曲：矢吹俊郎、歌：奥井雅美
3. サブタイトル [0:13]
4. 光さす庭 [1:44]
5. 学園のスカーレット（ウテナのテーマ） [1:51]
6. 学園のリリック [1:10]
7. ジャブ・アップ・ビューティー [2:12]
8. 薔薇の溜息（アンシーのテーマ） [2:21]
9. 優雅な彼女 [1:41]
10. その彼女の悲劇 [2:17]
11. 舞踏のエロス [1:42]
12. 心のDICE [1:54]
13. 見えない薔薇 [1:20]
14. 追憶の楽園 [1:28]
15. 死のアフロディーテ [1:55]
16. 光さす庭・イリュージョン [1:51]
17. 太陽を射る者 [1:24]
18. パッショネイト [2:11]
19. 記憶のイデア [1:41]
20. 伝説・神の名はアプラクサス [1:13]
21. アイキャッチ [0:22]
22. カシラ星人（影絵少女のテーマ） [2:11]
23. 絶対運命黙示録 [2:36]
  - 作詞・作曲・編曲：J.A.シーザー、コーラス：杉並児童合唱団
24. 決闘者たち [2:00]
25. ディオスへの祈り [2:12]
26. When Where Who Which [1:40]
27. 肉体の中の古生代 [2:04]
28. スピラ・ミラビリス劇場 [2:12]
29. 天使創造すなわち光 [2:05]
  - 作詞・作曲：J.A.シーザー、編曲：光宗信吉、歌：杉並児童合唱団、上谷麻紀、幾原邦彦
30. ラスト・エヴォルーション [2:07]
31. 封印呪縛 [1:43]
32. 何人も語ることなし [3:08]
33. 絶対運命黙示録（industrial mix） [2:06]
34. 次回予告 [0:34]
35. truth [4:27]
  - 作詞：藤林聖子、作曲：新井理生、編曲：平間あきひこ、歌：裕未瑠華
36. 絶対運命黙示録（karaoke） [2:35]

## 少女革命ウテナ バーチャルスター発生学

### 概要
テレビアニメ『少女革命ウテナ』の2枚目のサウンドトラックで、オープニングテーマ「輪舞-revolution」とエンディングテーマ「truth」のテレビサイズ・バージョンが収録されて、「絶対運命黙示録」をはじめとしたアニメ内のコーラス曲が収録されており、東京混声合唱団や杉並児童合唱団が歌っている。
また、テレビアニメの後期エンディングテーマ・上谷麻紀の歌う「バーチャルスター発生学」が初収録されている。
ジャケットイラストには、長谷川眞也による描き下ろしの白黒調のウテナ、アンシー。

### 収録曲
※の付いた曲は作曲・編曲が光宗信吉による曲である。
1. バーチャルスター発生学 [4:08]
  - テレビアニメ『少女革命ウテナ』エンディングテーマ
  - 歌：上谷麻紀、作詞・作曲：J.A.シーザー、編曲：光宗信吉
2. 不人幻魂合体術 [1:25]
  - コーラス：上谷麻紀、杉並児童合唱団、幾原邦彦、光宗信吉、作詞・作曲：J.A.シーザー、編曲：光宗信吉
3. 架空過去型《禁厭》まじない [2:04]
  - コーラス：杉並児童合唱団、上谷麻紀、幾原邦彦、光宗信吉、大月俊倫、金子伸吾、作詞・作曲：J.A.シーザー、編曲：光宗信吉
4. 地球は人物陳列室 [1:52]
  - コーラス：杉並児童合唱団、上谷麻紀、幾原邦彦、光宗信吉、作詞・作曲：J.A.シーザー、編曲：光宗信吉
5. 円錘形絶対卵アルシブラ [1:34]
  - コーラス：杉並児童合唱団、上谷麻紀、幾原邦彦、光宗信吉、大月俊倫、金子伸吾、作詞・作曲：J.A.シーザー、編曲：光宗信吉
6. 成熟年齢透明期 [1:45]
  - コーラス：杉並児童合唱団、上谷麻紀、幾原邦彦、光宗信吉、大月俊倫、金子伸吾、作詞・作曲：J.A.シーザー、編曲：光宗信吉
7. 幻燈蝶蛾十六世紀 [1:38]
  - コーラス：杉並児童合唱団、上谷麻紀、幾原邦彦、光宗信吉、大月俊倫、金子伸吾、作詞・作曲：J.A.シーザー、編曲：光宗信吉
8. 輪舞-revolution (TV size) [1:35]
  - 歌：奥井雅美、作詞：奥井雅美、作曲・編曲：矢吹俊郎
9. 死のアフロディーテ・追憶 [3:44]※
10. ひとときの蒸留 [1:10]※
11. 放課後の少女たち [2:40]※
12. パノラマ爛漫 [1:22]※
13. 鎮魂曲 [2:01]※
14. ドナドナ [2:56]
  - 歌：ロイヤルナイツ、編曲：荻原秀樹
15. 瞳の中の予感 [1:58]
  - 作曲：矢吹俊郎、編曲：光宗信吉
16. 夢見る細胞 [2:28]※
17. 争いの城下へ [2:24]※
18. 慰みの郷愁 [2:16]※
19. 根室記念館 [1:55]※
20. 永遠の秘密 [1:46]※
21. 告白昇降室〜空想の悪い虫 [3:43]※
22. 蜜のナイフ [1:50]※
23. 号外少女（猿） [2:33]※
24. 死の舞踊 [1:34]※
25. 絶対運命黙示録 with 万有引力 [2:49]
  - コーラス：東京混声合唱団、演劇実験室◎万有引力、作詞・作曲・編曲：J.A.シーザー
26. 罪の果実 [1:16]※
27. truth (TV size) [1:18]
  - テレビアニメ『少女革命ウテナ』エンディングテーマ
  - 歌：裕未瑠華、作詞：藤林聖子、作曲：新井理生、編曲：平間あきひこ
28. バーチャルスター発生学 (karaoke) [4:08]
  - 作詞・作曲：J.A.シーザー、編曲：光宗信吉

## 少女革命ウテナ 体内時計都市オルロイ

### 概要
テレビアニメ『少女革命ウテナ』の3枚目のサウンドトラックで、収録されている全26曲のBGMは光宗信吉が制作を担当。エンディングテーマ「バーチャルスター発生学」と39話エンディングテーマ「Rose&release」も収録。
また、このサウンドトラック同名のヒット曲「体内時計都市オルロイ」が初収録されている。
ジャケットイラストには、長谷川眞也による描き下ろしの白黒調ウテナ、アンシーと鳳暁生。

### 収録曲
1. Poison [1:18]
2. ワタシ空想生命体 [3:17]
  - コーラス：東京混声合唱団、演劇実験室◎万有引力、作詞・作曲・編曲：J.A.シーザー
3. Morning　lyrical [1:21]
4. Victory [2:08]
5. Evergreen memory  [1:19]
6. Nova [1:13]
7. バーチャルスター発生学 [1:50]
  - コーラス：東京混声合唱団、演劇実験室◎万有引力、作詞・作曲：J.A.シーザー、編曲：光宗信吉
8. Pessimism [2:38]
9. Possession [1:37]
10. Bluebeard [1:11]
11. 平俗宇宙に不滅の皇帝 [2:27]
  - コーラス：東京混声合唱団、演劇実験室◎万有引力、作詞・作曲・編曲：J.A.シーザー
12. Tenderness [2:06]
13. Campas dandy [2:04]
14. Temptation [1:31]
15. 天使アンドロギュヌス [3:50]
  - コーラス：東京混声合唱団、演劇実験室◎万有引力、作詞・作曲・編曲：J.A.シーザー
16. Suspicion [1:22]
17. わたし万物百不思議 [3:14]
  - コーラス：東京混声合唱団、演劇実験室◎万有引力、作詞・作曲・編曲：J.A.シーザー
18. Aphrodite scat [1:57]
19. Ambition [1:20]
20. Alien girl [2:04]
21. 天然同胞宮殿遠近法の書 [2:40]
  - コーラス：東京混声合唱団、演劇実験室◎万有引力、作詞・作曲・編曲：J.A.シーザー
22. Akio car [2:05]
23. Picaresque [1:59]
24. 寓意・寓話・寓エスト [4:00]
  - コーラス：東京混声合唱団、演劇実験室◎万有引力、作詞・作曲・編曲：J.A.シーザー
25. Orpheus [1:14]
26. Shine [2:11]
27. 体内時計都市オルロイ [3:53]
  - コーラス：東京混声合唱団、演劇実験室◎万有引力、作詞・作曲・編曲：J.A.シーザー
28. Rose&release [1:34]
  - コーラス：奥井雅美、作曲・編曲：矢吹俊郎
29. Eye catcher-A（Bonus Track） [0:13]
30. ゲルツェンの首（Bonus Track） [1:15]
31. さかさまボクとボクの部屋（Bonus Track） [1:18]
32. バーチャルスター発生学 (TV size・Bonus Track) [1:21]
33. Eye catcher-B (Bonus Track) [0:14]

## 少女革命ウテナ 天使創造すなわち光

### 概要
テレビアニメ『少女革命ウテナ』の4枚目のサウンドトラックで、収録されている全曲がJ.A.シーザーによるもの。「絶対運命黙示録」をはじめとする劇中で使用された合唱曲をシーザー自身の編曲と演劇実験室◎万有引力、東京混声合唱団の合唱で収録している。
また、このサウンドトラックと同名の合唱曲、「天使創造すなわち光」のカラオケが収録されている。
ジャケットイラストには、さいとうちほによる描き下ろしの闇の世界の中のウテナとアンシー。

### 収録曲
1. ラスト・エヴォルーション [2:15]
2. 肉体の中の古生代 [4:28]
3. 地球は人物陳列室 [3:09]
4. ミッシング・リンク [4:26]
5. 何人も語ることなし [4:15]
6. Wの予言 [2:01]
7. 架空過去型「禁厭」まじない [2:37]
8. スピラ・ミラビリス劇場 [3:06]
9. アドゥレセンス黙示録（インストルメンタル） [3:52]
10. 絶対運命黙示録 with 万有引力 [2:48]
11. 天使創造すなわち光 [2:17]
12. 天使創造すなわち光（カラオケ） [2:17]
  - コーラス：東京混声合唱団、演劇実験室◎万有引力、
  - 作詞・作曲・編曲：J.A.シーザー

## 少女革命ウテナ さあ、私とエンゲージして…

### 概要
テレビアニメ『少女革命ウテナ』の5枚目のサウンドトラックで、テレビアニメ用のBGMやオープニングテーマ「輪舞-revolution」が収録されている他、1997年に舞台化された「ミュージカル・少女革命ウテナ」の曲が収録されている。
ジャケットイラストには、さいとうちほによる描き下ろしアンシーの花嫁姿。

### 収録曲

#### DISC.1
1. 第一幕：バラの刻印 [1:41]
2. ヌーヴェル・マリエ（花嫁） [3:12]
3. 第二幕：決闘者たち [0:52]
4. フォア（信仰） [1:11]
5. 第三幕：背徳の兄妹 [0:35]
6. ファッシナシオン（魅惑） [1:15]
7. 第四幕：エンゲージして… [0:34]
8. バル（舞踏会） [1:13]
9. 第五幕：シャワーの彼 [0:33]
10. シュシュ（愛玩動物） [2:07]
11. プログラム・ドゥ・ラディオディフュジオン（ラジオ番組） [2:26]
12. オンド・エレクトリーク（電波） [1:02]
13. 第六幕：お願い!ハニワッチャ!! [1:26]
14. アニマル・ソバァージュ（野生動物） [1:30]
15. 第七幕：梢だけの幹 [0:31]
16. イコーヌ（聖像） [2:39]
17. クロワ（十字架） [2:43]
18. タンタシオン（誘惑） [1:31]
19. 第八幕：深き瑠璃色の影 [2:18]
20. テール・プロミース（約束の地） [1:52]
21. こんにちは赤ちゃん [2:41]
22. 夜明けのスキャット [3:58]
23. ドナドナ [3:04]
24. 第九幕：ルシファーの罠 [1:20]
25. コンフェッシオン（懺悔） [1:52]
26. プレートル（聖職者） [1:50]
27. エクスピアシオン（贖罪） [1:43]
28. 第十幕：世界を革命する者 [1:12]
29. フリュイ・デファンデュ（禁断の木の実） [1:33]
30. 第十一幕：私の王子様 [1:08]
31. ベゼ（キス） [2:05]
32. 第十二幕：いつか一緒に輝いて [1:04]
33. Rose&release (karaoke) [1:31]
34. 第十三幕：わたしと、あなたが、もう一度…… [0:17]

#### DISC.2
1. 薔薇の刻印の手紙1（インストゥルメンタル） [1:49]
2. 強く気高く [3:08]
3. 王子様がいい [3:26]
4. 世界を革命するために1 [4:51]
5. 絶対運命黙示録2 [1:49]
6. 薔薇の花嫁 [3:59]
7. 影絵少女1 [2:05]
8. ウェルカム2 [3:41]
9. Eye catcher [0:13]
10. 舞踏会の夜に [3:02]
11. デュエリスト [0:39]
12. 女の子の季節 [1:32]
13. 花のない薔薇 [2:57]
14. 守ってほしい [2:44]
15. ありがとう愛を [2:39]
16. 輪舞-revolution（TVサイズ） [1:34]

## 少女革命ウテナ 麗人ニルヴァーナ来駕 〜ボクのアンドロギュヌス〜

### 概要
テレビアニメ『少女革命ウテナ』の6枚目のサウンドトラックで、J.A.シーザー作曲の合唱曲や光宗信吉のBGMが収録されている。
初回限定盤では劇場版「少女革命ウテナ アドゥセレンス黙示録」鑑賞チケットが封入されていた。
ジャケットイラストには、長谷川眞也による描き下ろしの白黒調ウテナ。

### 収録曲
※の付いた曲は作曲・編曲が光宗信吉による曲である。
1. 絶対運命黙示録 (Adolescence cover) [3:20]
  - 歌：東京混声合唱団、幾原邦彦、Amari Hideto、作詞・作曲・編曲：J.A.シーザー
2. 麗人来駕・序曲 [1:59]
  - セガサターン「少女革命ウテナ いつか革命される物語」インストゥルメンタル
  - 歌：杉並児童合唱団、作曲・編曲：光宗信吉
3. 輪舞-revolution [4:34]
  - 歌・作詞：奥井雅美、作曲・編曲：矢吹俊郎
4. 学園のスカーレット※ [1:50]
5. 争いの城下へ※ [2:23]
6. 世界を革命するために1 [4:49]
  - 歌：KaNNa、作詞：Be-PaPas、三ツ矢雄二、作曲・編曲：光宗信吉
7. 絶対運命黙示録2 [1:48]
  - 作詞・作曲・編曲：J.A.シーザー
8. スピラ・ミラビリス劇場 [2:09]
  - 歌：杉並児童合唱団、上谷麻紀、幾原邦彦、光宗信吉、作詞・作曲・編曲：J.A.シーザー
9. 天使創造すなわち光 [2:15]
  - 歌：東京混声合唱団、演劇実験室◎万有引力、作詞・作曲・編曲：J.A.シーザー
10. アイキャッチ1※ [0:10]
11. 根室記念館※ [1:54]
12. ワタシ空想生命体 [3:14]
  - 歌：東京混声合唱団、演劇実験室◎万有引力、作詞・作曲・編曲：J.A.シーザー
13. バーチャルスター発生学 (TVsize) [1:17]
  - テレビアニメ『少女革命ウテナ』エンディングテーマ
  - 歌：上谷麻紀、作詞・作曲・編曲：J.A.シーザー
14. サブタイトル※ [0:11]
15. 舞踏のエロス※ [1:41]
16. 地球は人物陳列室 [1:52]
  - 歌：杉並児童合唱団、上谷麻紀、幾原邦彦、光宗信吉、作詞・作曲・編曲：J.A.シーザー
17. わたし万物百不思議 [3:12]
  - 歌：東京混声合唱団、演劇実験室◎万有引力、作詞・作曲・編曲：J.A.シーザー
18. 次回予告※ [0:32]
19. 学園のリリック※ [1:08]
20. 女の子の季節 [1:32]
  - 歌：KaNNa、作詞：Be-PaPas、三ツ矢雄二、作曲・編曲：光宗信吉
21. アイキャッチ2※ [0:11]
22. Poison※ [1:15]
23. Akio car※ [2:06]
24. Orpheus※ [1:15]
25. ソフィア〜神々の唾※ [4:21]
26. baiser【キス】※ [2:05]
27. ありがとう愛を [2:37]
  - 歌：KaNNa、作詞：Be-PaPas、三ツ矢雄二、作曲・編曲：光宗信吉
28. truth [4:25]
  - テレビアニメ『少女革命ウテナ』エンディングテーマ
  - 歌：裕未瑠華、作詞：藤林聖子、作曲：新井理生、編曲：平間あきひこ
29. ザイテ・アン・ザイテ (The move flash prelude) [0:48]
  - 作詞・作曲：J.A.シーザー、編曲：天利英跡

## 少女革命ウテナ アドゥレセンス黙示録 薔薇卵蘇生録ソフィア -中世よ甦れ!-

### 概要
テレビアニメ『少女革命ウテナ』の7枚目のサウンドトラックで、1999年8月14日に劇場版「少女革命ウテナ アドゥレセンス黙示録」が公開されることに伴って企画リリースされた。
収録曲はすべてJ.A.シーザーの作詞・作曲・編曲による合唱曲である。
ジャケットイラストには、さいとうちほによる描き下ろし車の中のウテナ。

### 収録曲
1. 薔薇卵蘇生録 [3:51]
2. アストラガルス地球双六 [4:31]
3. 歴史望楼「文字砂漠」 [5:59]
4. プチ万象の生命弧独史 [5:52]
5. 世界露壇の揺籠で-イン・ザ・ハンズ・オブ・ザ・ワールド- [6:08]
6. 水滴すなわち万有始源 [5:38]
7. 海月藍に死す [5:27]
8. 絶対媚惑「タ・エロティカ」 [6:20]
9. デフォルメ・デジャヴュ [4:16]
10. 追想の変身譜《荒野より》 [5:47]
11. シュラ-肉体星座αψζ星雲- [6:10]
12. われら自らを棄てた堕天使なり [8:29]
13. 甦れ!無窮の歴史「中世よ」 [6:27]

## 少女革命ウテナ アドゥレセンス黙示録 オリジナルサウンドトラック 〜アドゥレセンス・ラッシュ〜

### 概要
劇場版『少女革命ウテナ アドゥレセンス黙示録』のサウンドトラック。
劇場版主題歌である「フィアンセになりたい」(シンフォニック・インストゥルメント)、「時に愛は」が収録されている他、J.A.シーザー作曲の合唱曲が収録されており、東京混声合唱団、杉並児童合唱団が歌っている。

### 収録曲
※の付いた曲は作曲・編曲が光宗信吉による曲である。
1. Rose is rain〜薔薇卵蘇生録※ [1:46]
2. スカーレットたちの舞踏〜再会※ [3:19]
3. 薔薇の刻印〜空中庭園の花嫁※ [2:55]
4. デュエリスト~甦れ!無窮の歴史「中世」よ [3:38]
  - 歌：東京混声合唱団、杉並児童合唱団、上谷麻紀、作詞・作曲・編曲：J.A.シーザー
5. イリュージョン〜悪意の蛹※ [4:46]
6. ベラドンナの罠※ [2:15]
7. 時に愛は [4:13]
  - 歌・作詞：奥井雅美、作曲・編曲：矢吹俊郎
8. Akio円舞曲〜ビデオな記憶※ [2:00]
9. 薔薇の裸身〜シュラ-肉体星座αψζ星雲- [5:12]
  - 歌：東京混声合唱団、杉並児童合唱団、上谷麻紀、作詞・作曲・編曲：J.A.シーザー
10. アブラクサス〜光さす庭※ [4:59]
11. 絶対運命黙示録〜Adolescence of UTENA [3:32]
  - 歌：東京混声合唱団、幾原邦彦,天利英跡、作詞・作曲・編曲：J.A.シーザー
12. 決戦〜ベルゼブルの王城※ [7:36]
13. 輪舞-revolution〜アドゥレセンス・ラッシュ [7:56]
  - 歌・作詞：奥井雅美、作曲・編曲：矢吹俊郎
14. フィアンセになりたい（シンフォニック・インストゥルメント） [4:20]